# North River Steamboat

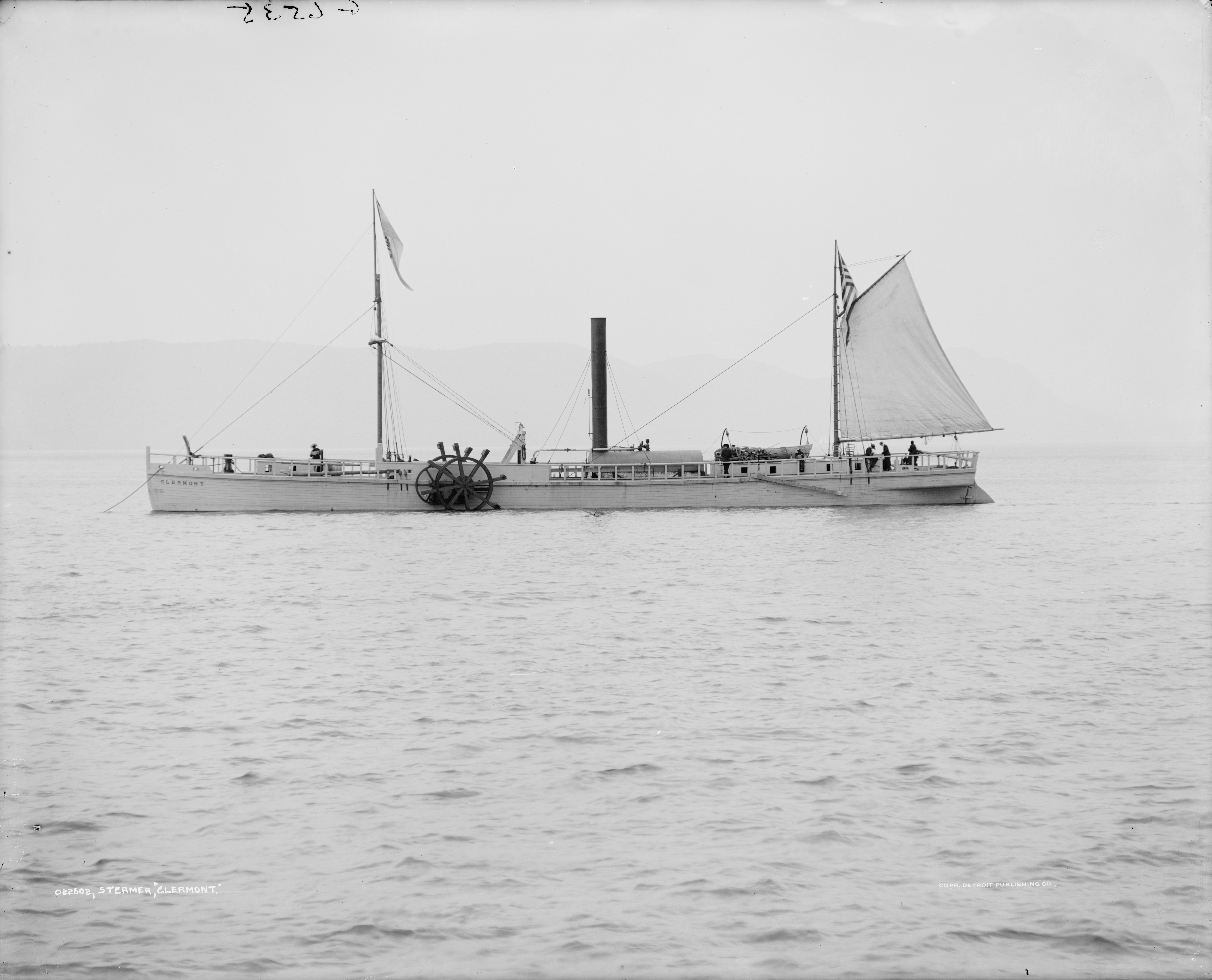
A réplica de 1909 do barco a vapor North River (Clermont) ancorado

O North River Steamboat ou North River, coloquialmente conhecido como Clermont, é amplamente considerado o primeiro navio do mundo a demonstrar a viabilidade do uso de propulsão a vapor para transporte comercial de água. Construído em 1807, o North River Steamboat operava no rio Hudson - na época conhecido como North River - entre a cidade de Nova York e Albany, Nova York. Foi construído pelo rico investidor e político Robert Livingston e pelo inventor e empresário Robert Fulton (1765–1815).

## Descrições de Fulton de seu barco a vapor
"Meu primeiro barco a vapor no rio Hudson tinha 150 pés de comprimento, 13 pés de largura, puxando 2 pés de água, proa e popa 60 graus: ela deslocou 36,40 [sic] pés cúbicos, igual a 100 toneladas de água; sua proa apresentava 26 pés para a água, mais e menos a resistência de 1 pé correndo 4 milhas por hora. 
Especificações publicadas de Fulton após o alargamento e reconstrução geral do Steamboat:
- Comprimento: 142 pés (43 m)
- Largura máxima: 18 pés (4,3 m)
- Altura máxima: 62 pés (19 m)
- Profundidade: 7 pés (2,1 m)
- Deslocamento: 121 toneladas
- Velocidade média: 4,7 milhas por hora
- Economia de tempo: 150 milhas em 32 horas

As rodas de pás tinham 4 pés (1,2 m) de largura e 15 pés (4,6 m) de diâmetro.

Na Gazeta Náutica, o editor, Sr. Samuel Ward Stanton, dá os seguintes detalhes adicionais:

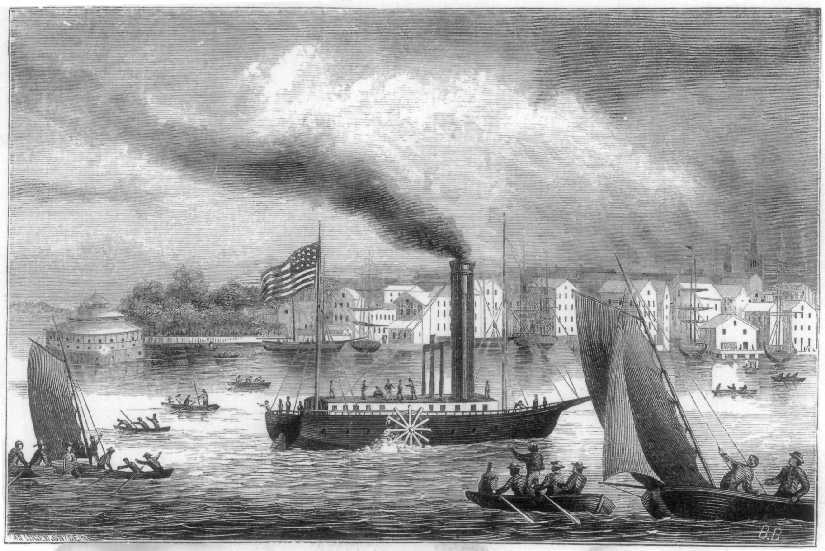
Ilustração de um livro de 1870

O fundo do barco era formado por prancha de pinho amarelo de 1,5 pol. grosso, com língua e ranhuras, e inserido com chumbo branco. Este fundo ou plataforma foi colocado em uma plataforma transversal e moldado com ripas e pregos. A forma do fundo sendo assim formada, os pisos de carvalho e abeto foram colocados no fundo; os pisos de abeto com 4×8 polegadas e 2 pés de distância. Os pisos de carvalho foram reservados para as extremidades e foram laterais e moldados em 8 polegadas. Suas vigas superiores (que eram de abeto e se estendiam de um tronco que formava a ponte até o convés) tinham lados de 6 polegadas e moldados no calcanhar, e ambos lados e moldados de 4 polegadas na cabeça. Ela não tinha guardas quando foi construída e era dirigida por um leme. Seu calado de água era de 28 polegadas. 
O barco tinha três cabines com 54 beliches, cozinha, despensa, despensa, bar e sala de mordomo. 

## Primeira viagem
A corrida inaugural do navio foi comandada pelo capitão Andrew Brink, e deixou Nova York em 17 de agosto de 1807, com um complemento de convidados a bordo. Eles chegaram a Albany dois dias depois, após 32 horas de viagem e uma parada de 20 horas na propriedade de Livingston, Clermont Manor. A viagem de volta foi concluída em 30 horas, com apenas uma parada de uma hora em Clermont; A velocidade média do navio era de 5 mph (8 km / h).